# KF Drita
KF Drita (Albansk: Klubi Futbollistik Drita), oftest blot omtalt som Drita, er en professionel fodboldklub i Gjilan i Kosovo. Klubben spiller i den øverste række i Kosovo.
Klubbens hjemmebane er Gjilan City Stadion, der blev bygget i 1947, da klubben spillede i det jugoslaviske ligasystem. Fra 1990 til slutningen af Kosovokrigen blev klubben opdelt i to forskellige klubber, hvor det ene hold forblev den officielle klub og spillede på hjemmestadionet og i ligasystemet.

## Historie
Drita blev grundlagt i 1947. Holdets grundlæggere og spillere var udelukkende etniske albanere. Denne insisteren på nationalistisk differentiering betød, at regimet i i 1952 afviklede holdet, der dog fik tilladelse til at spille i den lokale provins-liga.
I forbindelse med Jugoslaviens opløsning i 1991 blev Kosovos fodboldforbund dannet, og Drita sluttede sig derefter til det nye ligasystem i Kosovo, hvor de spillede på markerne i bjergene omkring byen Gjilan.
Efter 90'erne blev Drita trænet af Selami Osmani-Bezi, der bragte klubben til toppen i Kosovos. Under hans ledelse lykkedes det Drita at vinde mesterskabet i 2002-03, blive nummer to i 1999-2000 og 2001-02 og vinde pokalen i 2000-01. I årene 1999-2003 var holdet blandt de tre bedste og nåede mindst semifinalerne i Kosovar Cup.
I 2016 fik klubben nye ejere, og i 2017-18 vandt klubben for anden gang mesterskabet Klubben blev atter mester i 2019-20 og i 2024-25.
I sæsonen 2025-26 blev Drita den første klub fra Kosovo til at nå anden kvalifikationsrunde i UEFA Champions League ved at besejre Differdange 03 4-2 samlet.

## Klubrivalisering med SC Gjilani
Klubbens rival er SC Gjilani, og kampene mod Gjilani kaldes Anamorava Derby.

## Stadion
Klubben spiller sine hjemmekampe på Gjilan City Stadion (Stadiumi i Qytetit të Gjilanit) i Gjilan. Stadionet har en kapacitet på 10.000 tilskuere. Siden 2017 har stadionet været under renovering, da det ikke lever op til nogen af UEFA's krav. Målet er at få stadionet til at blive et UEFA-stadion på fjerde niveau. 

## Drita i Europa

### Kampe
| Sæson   | Turnering                     | Runde            | Modstander       | Hjemme          | Ude             | Agg.            |
| ------- | ----------------------------- | ---------------- | ---------------- | --------------- | --------------- | --------------- |
| 2018–19 | UEFA Champions League         | Præliminær runde | FC Santa Coloma  | 2–0 (e.f.s)     | 2–0 (e.f.s)     | 2–0 (e.f.s)     |
| 2018–19 | UEFA Champions League         | Præliminær runde | Lincoln Red Imps | 4–1 (e.f.s.)    | 4–1 (e.f.s.)    | 4–1 (e.f.s.)    |
| 2018–19 | UEFA Champions League         | 1. kval.runde    | Malmö            | 0–3             | 0–2             | 0–5             |
| 2018–19 | UEFA Europa League            | 2. kval.runde    | F91 Dudelange    | 1–1             | 1–2             | 2–3             |
| 2020–21 | UEFA Champions League         | Præmiminær runde | Inter d'Escaldes | 2–1             | 2–1             | 2–1             |
| 2020–21 | UEFA Champions League         | Præmiminær runde | Linfield         | 0–3 (walk over) | 0–3 (walk over) | 0–3 (walk over) |
| 2020–21 | UEFA Europa League            | 2. kval.runde    | Sileks           | 2–0             | 2–0             | 2–0             |
| 2020–21 | UEFA Europa League            | 3. kval.runde    | Legia Warsaw     | 0–2             | 0–2             | 0–2             |
| 2021–22 | UEFA Europa Conference League | 1. kval.runde    | Dečić            | 2–1             | 1–0             | 3–1             |
| 2021–22 | UEFA Europa Conference League | 2. kval.runde    | Feyenoord        | 0–0             | 2–3             | 2–3             |
| 2022–23 | UEFA Europa Conference League | 1. kval.runde    | Inter Turku      | 3–0             | 0–1             | 3–1             |
| 2022–23 | UEFA Europa Conference League | 2. kval.rude     | Antwerp          | 0–2             | 0–0             | 0–2             |
| 2023–24 | UEFA Europa Conference League | 2. kval.runde    | Viktoria Plzeň   | 1–2             | 0–0             | 1–2             |
| 2024–25 | UEFA Conference League        | 2. kval.runde    | Breiðablik       | 1–0             | 2–1             | 3–1             |
| 2024–25 | UEFA Conference League        | 3. kval.runde    | Auda             | 3–1 (e.f.s)     | 0–1             | 3–2             |
| 2024–25 | UEFA Conference League        | Play-off         | Legia Warsaw     | 0–1             | 0–2             | 0–3             |
| 2025–26 | UEFA Champions League         | 1. kval.runde    | Differdange 03   | 1–0             | 3–2             | 4–2             |
| 2025–26 | UEFA Champions League         | 2. kval.runde    | F.C. København   | 0-1             | 0–2             | 0-3             |
| 2025–26 | UEFA Europa League            | 3. kval.runde    | 🇷🇴FCSB           | 1-3             | 3-3             | 4-6             |